# SNTA1
SNTA1 (англ. Syntrophin alpha 1) – білок, який кодується однойменним геном, розташованим у людей на короткому плечі 20-ї хромосоми. Довжина поліпептидного ланцюга білка становить 505 амінокислот, а молекулярна маса — 53 895.
| 10         |  | 20         |  | 30         |  | 40         |  | 50         |
| ---------- |  | ---------- |  | ---------- |  | ---------- |  | ---------- |
| MASGRRAPRT |  | GLLELRAGAG |  | SGAGGERWQR |  | VLLSLAEDVL |  | TVSPADGDPG |
| PEPGAPREQE |  | PAQLNGAAEP |  | GAGPPQLPEA |  | LLLQRRRVTV |  | RKADAGGLGI |
| SIKGGRENKM |  | PILISKIFKG |  | LAADQTEALF |  | VGDAILSVNG |  | EDLSSATHDE |
| AVQVLKKTGK |  | EVVLEVKYMK |  | DVSPYFKNST |  | GGTSVGWDSP |  | PASPLQRQPS |
| SPGPTPRNFS |  | EAKHMSLKMA |  | YVSKRCTPND |  | PEPRYLEICS |  | ADGQDTLFLR |
| AKDEASARSW |  | ATAIQAQVNT |  | LTPRVKDELQ |  | ALLAATSTAG |  | SQDIKQIGWL |
| TEQLPSGGTA |  | PTLALLTEKE |  | LLLYLSLPET |  | REALSRPART |  | APLIATRLVH |
| SGPSKGSVPY |  | DAELSFALRT |  | GTRHGVDTHL |  | FSVESPQELA |  | AWTRQLVDGC |
| HRAAEGVQEV |  | STACTWNGRP |  | CSLSVHIDKG |  | FTLWAAEPGA |  | ARAVLLRQPF |
| EKLQMSSDDG |  | ASLLFLDFGG |  | AEGEIQLDLH |  | SCPKTIVFII |  | HSFLSAKVTR |
| LGLLA      |  |            |  |            |  |            |  |            |

A: Аланін

C: Цистеїн

D: Аспарагінова кислота

E: Глутамінова кислота

F: Фенілаланін

G: Гліцин

H: Гістидин

I: Ізолейцин

K: Лізин

L: Лейцин

M: Метіонін

N: Аспарагін

P: Пролін

Q: Глутамін

R: Аргінін

S: Серин

T: Треонін

V: Валін

W: Триптофан

Кодований геном білок за функцією належить до фосфопротеїнів. 
Задіяний у такому біологічному процесі, як альтернативний сплайсинг. 
Білок має сайт для зв'язування з молекулою актину, молекулою кальмодуліну, іоном кальцію. 
Локалізований у клітинній мембрані, цитоплазмі, цитоскелеті, мембрані, клітинних контактах.